# 선물 (2019년 영화)
"선물"은 2019년 10월 28일에 공개한 대한민국의 단편 영화이다.

## 캐스팅
- 신하균 : 상구 역
- 김준면 : 하늘 역
- 김슬기 : 보라 역
- 유수빈 : 영복 역